# 劉輔宣
劉輔宣（1885年—？年），字公元，湖南省醴陵縣人，日本東京高等商業學校畢業，商科進士。

## 生平
- 宣統三年（1911年）九月，經學部驗看考試列最優等，賞給商科進士。[1]
- 歷充湖南實業司商務科長兼實業銀行監理，中國銀行總行籌備員兼大清銀行清理員，四川中國銀行副行長，揚州中國銀行行長，財政部僉事，泉幣司第一科科長[2]。
- 民國4年（1915年）4月5日，授甄拔考驗及第之超等留學生上士[3]。
- 民國4年（1915年）12月17日，試署財政部僉事[4]。
- 民國6年（1917年）2月24日，任財政部僉事[5]。
- 民國12年（1923年）11月29日，派充財政部泉幣司第一科科長[6]。
- 民國16年（1927年）10月27日，任財政部僉事[7]。